# The Cisco Kid (film, 1931)

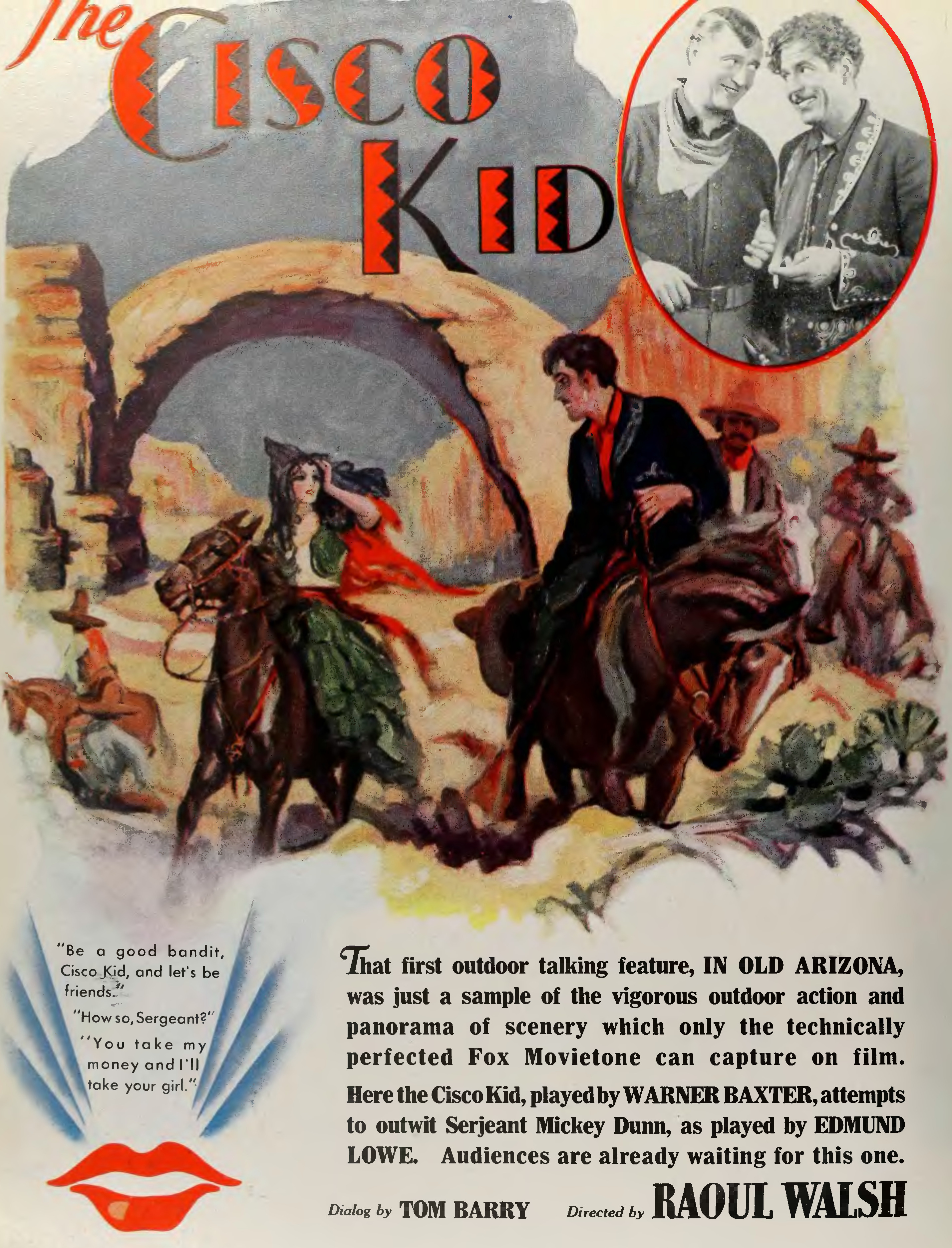
Annonce pour le film dans le magazine Film Daily.

Pour l’article homonyme, voir Cisco Kid.
The Cisco Kid est un film américain pré-Code réalisé par Irving Cummings et sorti en 1931. C'est une suite des succès de la Fox In Old Arizona (1928) et The Arizona Kid (1930). Cummings réalisera une suite en 1933 avec The Return of Cisco Kid.

## Synopsis
Cisco Kid, le bandit au grand cœur, dévalise une banque pour venir au secours d'une jeune femme.

## Fiche technique
- Réalisation : Irving Cummings
- Scénario : Al Cohn
- Production Fox Film Corporation
- Photographie : Barney McGill, Jack Marta, William Whitley, J. P. Van Wormer
- Montage : Alex Troffey
- Musique : George Lipschultz
- Durée : 61 minutes
- Date de sortie : 1er novembre 1931

## Distribution
- Warner Baxter : The Cisco Kid
- Edmund Lowe : Sergeant Michael Patrick "Mickey" Dunn
- Conchita Montenegro : Carmencita
- Nora Lane : Sally Benton
- Frederick Burt : Sheriff Tex Ransom
- Willard Robertson : Enos Hankins
- James Bradbury Jr. : Dixon, U.S.A.
- John Webb Dillon : Bouse, U.S.A.
- Charles Stevens : Lopez
- Douglas Haig : Billy
- Marilyn Knowlden : Annie Benton
- George Irving : Officier (non crédité)